# Liste von Bergen und Erhebungen im Eichsfeld
Die Liste von Bergen und Erhebungen im Eichsfeld enthält eine Auswahl von Bergen, Erhebungen und Bergausläufer im Eichsfeld mit nach alphabetisch aufgeführten Höhenzügen und Landschaften – sortiert nach Höhe in Meter (m) über Normalnull (NN): 
Die Geländehöhen betragen im Eichsfeld zwischen 140 m Höhe im Werratal bei Werleshausen bzw. im Rhumetal bei Lindau und etwa 550 m auf der Gobert im Grenzbereich des Landkreises Eichsfeld zum Werra-Meißner-Kreis. Die höchsten Berge im Eichsfeld befinden sich auf den Muschelkalkplateaus der Nordwestlichen Randplatten des Thüringer Beckens (Goburg 543,4 m ü. NN) und des Ohmgebirges (Birkenberg 533,4 m ü. NN).
Die Angaben beziehen sich auf die administrative Grenze des Eichsfeldes im Jahr 1802 mit dem Ende der Kurmainzer Herrschaft und der Inbesitznahme durch das Königreich Preußen.
Bei mit einem Kreuz (X) gekennzeichneten Bergen verläuft die Grenze zum Eichsfeld über den Gipfelbereich des Berges.

## Höchste Berge im Eichsfeld nach Landkreisen
In folgender Tabelle ist der jeweils höchste Berg nach Landkreisen aufgeführt:
| Höchster Berg | Höhe (m) | Landschaft      | Landkreis       |
| ------------- | -------- | --------------- | --------------- |
| Goburg        | 543,4    | Gobert          | Eichsfeld       |
| Dörnerberg    | 478,1    | Falkener Platte | Unstrut-Hainich |
| Eichenlieden  | 396,4    | Höheberg        | Werra-Meißner   |
| Bundsenberg   | 319      | Hellberge       | Göttingen       |
| Steinberg (X) | 239      | Lindauer Becken | Northeim        |

## Höchste Berge und Erhebungen Eichsfelder Landschaften und Naturräume
In folgender Tabelle sind die jeweils höchsten Berge und Erhebungen von Landschaften aufgeführt:
In der Spalte Landschaft sind Höhenzüge angegeben, sowie Landschaften, die keinen lokalen Höhenschwerpunkt haben oder Talsenken darstellen, deren (inselartige) Erhebungen aber Dominanz aufweisen (kursiv geschrieben). Durch Klick auf das (zumeist) in der Spalte „Bergliste“ stehende Wort „Liste“ gelangt man innerhalb der Liste von Bergen und Erhebungen im Eichsfeld zu weiteren aufgeführten Bergen dieser Landschaft. 
Die in der Ausgangsansicht nach Höhe sortierte Tabelle ist durch Klick auf die Symbole bei den Spaltenüberschriften sortierbar. 
| Berg / Erhebung     | Höhe (m) | Landschaft               | Berg- liste | Landkreis/e,          |
| ------------------- | -------- | ------------------------ | ----------- | --------------------- |
| Goburg              | 543,4    | Gobert                   | Liste       | Eichsfeld             |
| Birkenberg          | 533,4    | Ohmgebirge               | Liste       | Eichsfeld             |
| namenloser Berg (X) | 522,3    | Dün                      | Liste       | Kyffhäuser, Eichsfeld |
| Höheberg            | 520,6    | Oberes Eichsfeld         | Liste       | Eichsfeld             |
| Junkerkuppe         | 510,7    | Höheberg                 | Liste       | Eichsfeld             |
| Dörnerberg          | 478,1    | Falkener Platte          | Liste       | Unstrut-Hainich       |
| Steinener Mann      | 472,8    | Hainich                  | Liste       | Unstrut-Hainich       |
| Hülfensberg         | 448,2    | Rosoppe-Frieda-Hügelland | Liste       | Eichsfeld             |
| Kessenberg          | 435,5    | Zehnsberg                | Liste       | Eichsfeld             |
| Rohrberg            | 415,4    | Reinhäuser Wald          | Liste       | Eichsfeld             |
| Rumsberg            | 384,4    | Eichsfelder Hügelland    | Liste       | Eichsfeld             |
| Sommerberg          | 379,0    | Eichsfelder Kessel       | Liste       | Eichsfeld             |
| Bundsenberg         | 319      | Hellberge                | Liste       | Göttingen, Eichsfeld  |
| Euzenberg           | 285,6    | Goldene Mark             | Liste       | Göttingen             |
| Heimkenberg (X)     | 274,1    | Rotenberg                | Liste       | Göttingen             |

## Berge im Eichsfeld

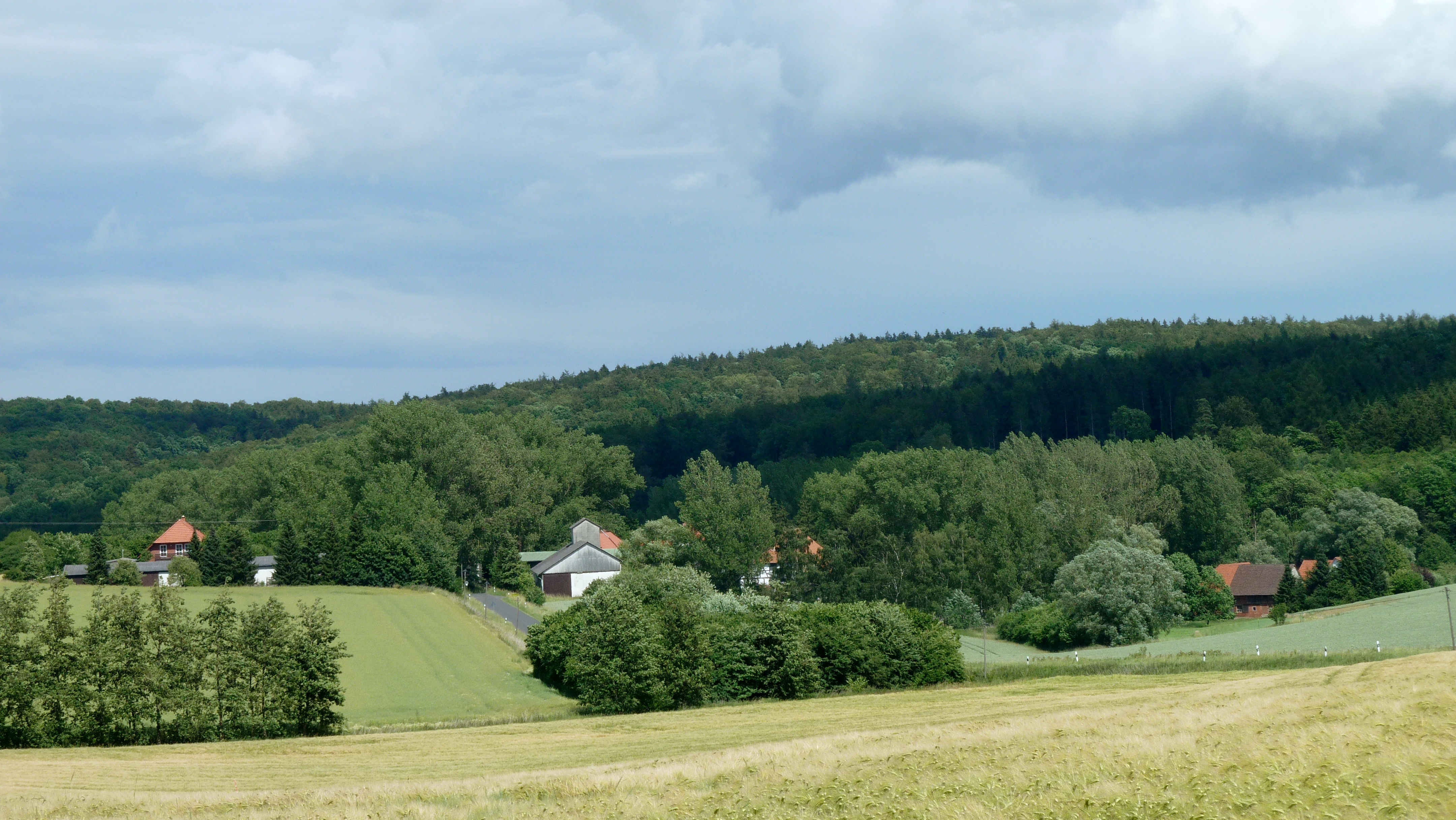
Blick über Himmingerode zum Desingeröder Wald

Name, Höhe, Lage (Ort, Landkreis), zusätzlich Landschaft bei nicht eindeutigen benachbarten Grenzlagen

### Becken von Sattenhausen
(Alle Berge/Erhebungen befinden sich im Landkreis Göttingen)
1. namenloser Berg (293,7 m), westlich von Nesselröden (Hainholz)
2. Sonnenberg (277,5 m), südwestlich von Seulingen
3. Silberberg (274,3 m), westlich von Werxhausen

### Dün

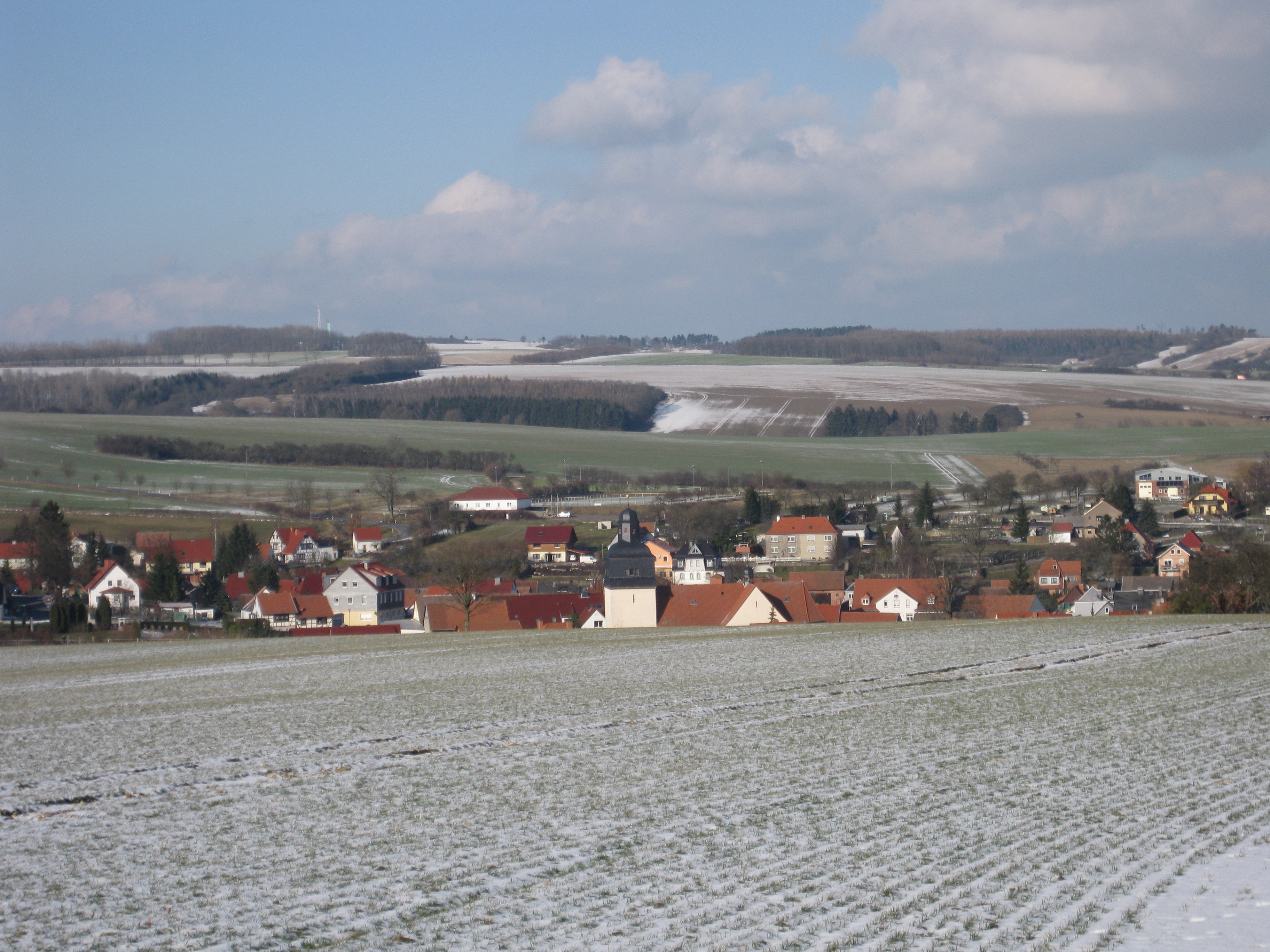
Hockelrain

→ Zu diesen und weiteren Bergen/Erhebungen siehe Absatz Berge des Artikels Dün
1. namenloser Berg (X) (522,3 m) im Keulaer Wald, oberhalb von Vollenborn, Kyffhäuserkreis im Grenzbereich zum Landkreis Eichsfeld
2. Hockelrain (515,4 m), bei Kreuzebra, Landkreis Eichsfeld
3. Köhler[3][4] (504,7 m), nördlich von Hüpstedt, Unstrut-Hainich-Kreis
4. Schönberg (X) (498,2 m), bei Rehungen, Landkreis Nordhausen im Grenzbereich zum Landkreis Eichsfeld und Kyffhäuserkreis
5. Heiligenberg (493,6 m), bei Beuren, Landkreis Eichsfeld
6. Hellborn (493,2 m), nördlich von Beberstedt, Unstrut-Hainich-Kreis
7. Wallingsberg (X) (490,1 m), südwestlich von Rüdigershagen, Unstrut-Hainich-Kreis
8. Burg Scharfenstein (480,3 m), südwestlich Leinefeldes, Landkreis Eichsfeld
9. Steinrunde (475,1 m), nordöstlich von Geisleden, Landkreis Eichsfeld
10. Alte Burg (461,2 m), östlich von Reifenstein, Landkreis Eichsfeld
11. Kirchberg (447,0 m), östlich von Kallmerode, Landkreis Eichsfeld
12. Dün[5] (435,3 m), äußerster westlicher Rand, östlich von Heilbad Heiligenstadt, Landkreis Eichsfeld

### Eichsfelder Hügelland(ohne Zehnsberg)

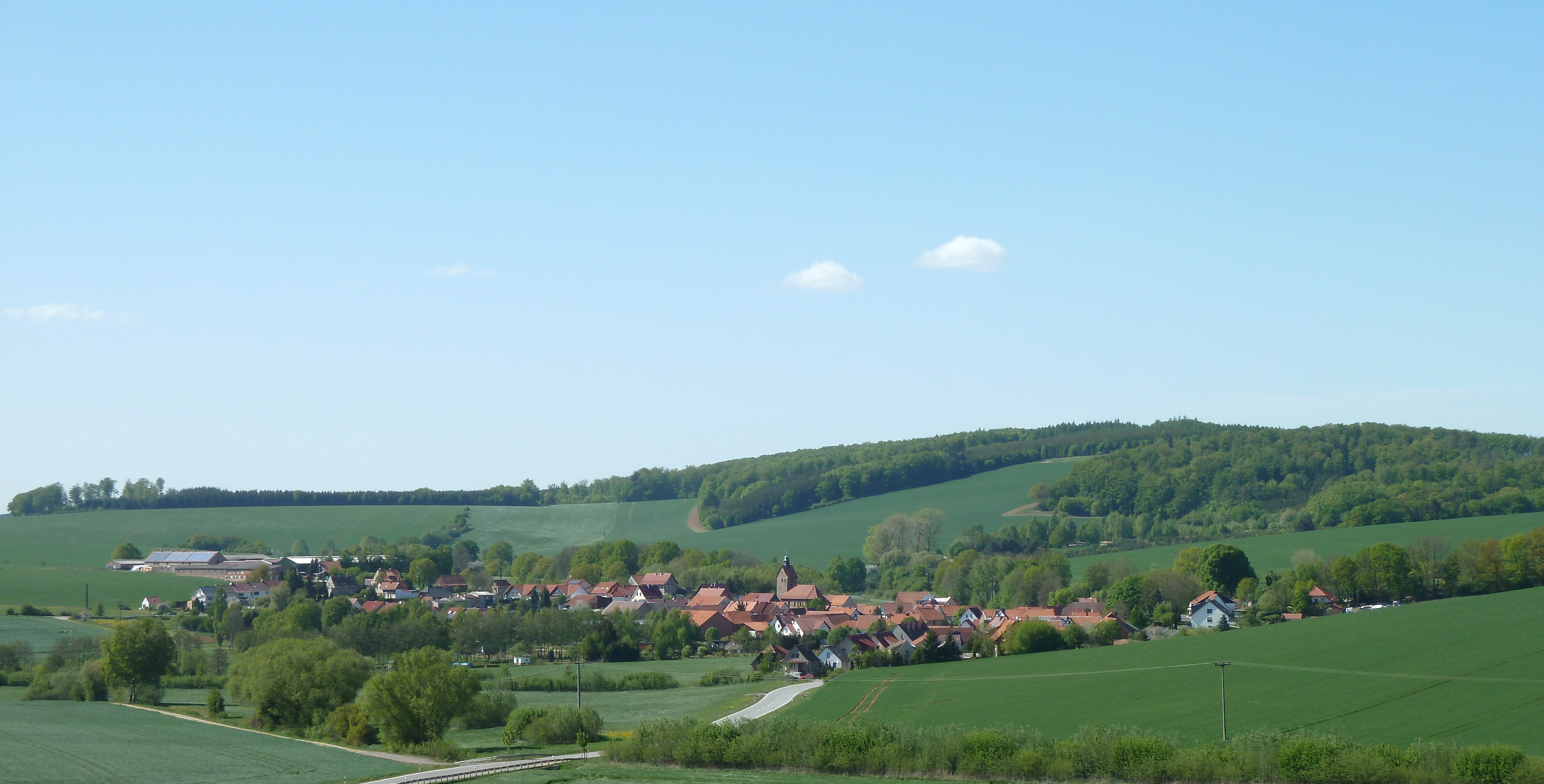
Rumsberg bei Mengelrode

(Orographische Zuordnung bis zur westlichen Landesgrenze nach Niedersachsen)
(Alle Berge/Erhebungen befinden sich im Landkreis Eichsfeld)
1. Rohrberg (415,4 m), westlich von Rohrberg (Reinhäuser Wald)
2. Rusteberg (397,4 m), nördlich von Marth (Reinhäuser Wald)
3. Rumsberg (384,4 m), südlich von Streitholz
4. Beberberg (373,4 m), nordöstlich von Mengelrode
5. Sperlingsberg (X) (364,4 m), nordöstlich von Siemerode
6. namenloser Berg (351,9 m), nördlich von Heiligenstadt
7. Stöckeberg (351,8 m), nördlich von Bodenrode
8. Wessen (344,3 m), nördlich von Uder
9. Auf dem Brink (296,3 m), nordwestlich von Schönau

### Eichsfelder Kessel

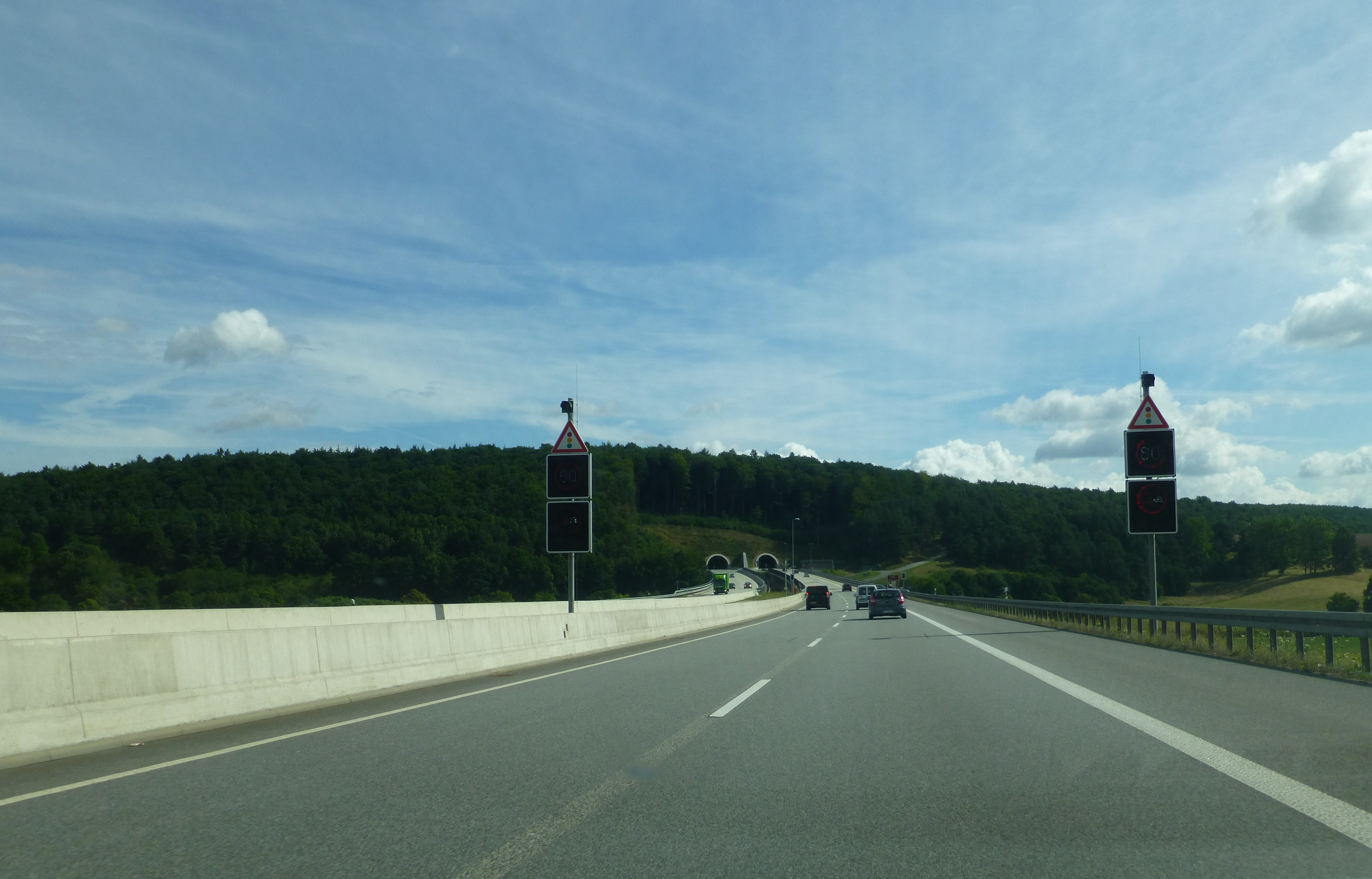
Der Höllberg mit dem Höllbergtunnel

1. Sommerberg (379,0 m), nördlich von Breitenholz, Landkreis Eichsfeld
2. Herrenberg (X) (373,0 m), Grenzbereich der Landkreise Eichsfeld und Nordhausen, südlich von Bernterode
3. Roter Berg (357,6 m), östlich von Hausen, Landkreis Eichsfeld
4. Höllberg (X) (350,3 m), Grenzbereich der Landkreise Eichsfeld und Nordhausen, nördlich von Bernterode ( mit dem Höllbergtunnel)
5. Galgenberg (335,2 m), südlich von Worbis, Landkreis Eichsfeld

### Falkener Platte
→ Zu diesen und weiteren Bergen/Erhebungen siehe Absatz Berge des Artikels Falkener Platte
(Orographische Zuordnung vom Haselbach (NW)  bis zum Lempertsbach (NE))
1. Dörnerberg (478,1 m), südlich von Diedorf, Unstrut-Hainich-Kreis
2. Aschberg (421,9 m), südwestlich von Heyerode, Unstrut-Hainich-Kreis (Grundbachtal)
3. Mühlberg (X) (bis 350 m), östlich von Wendhausen, Unstrut-Hainich-Kreis

### Gobert

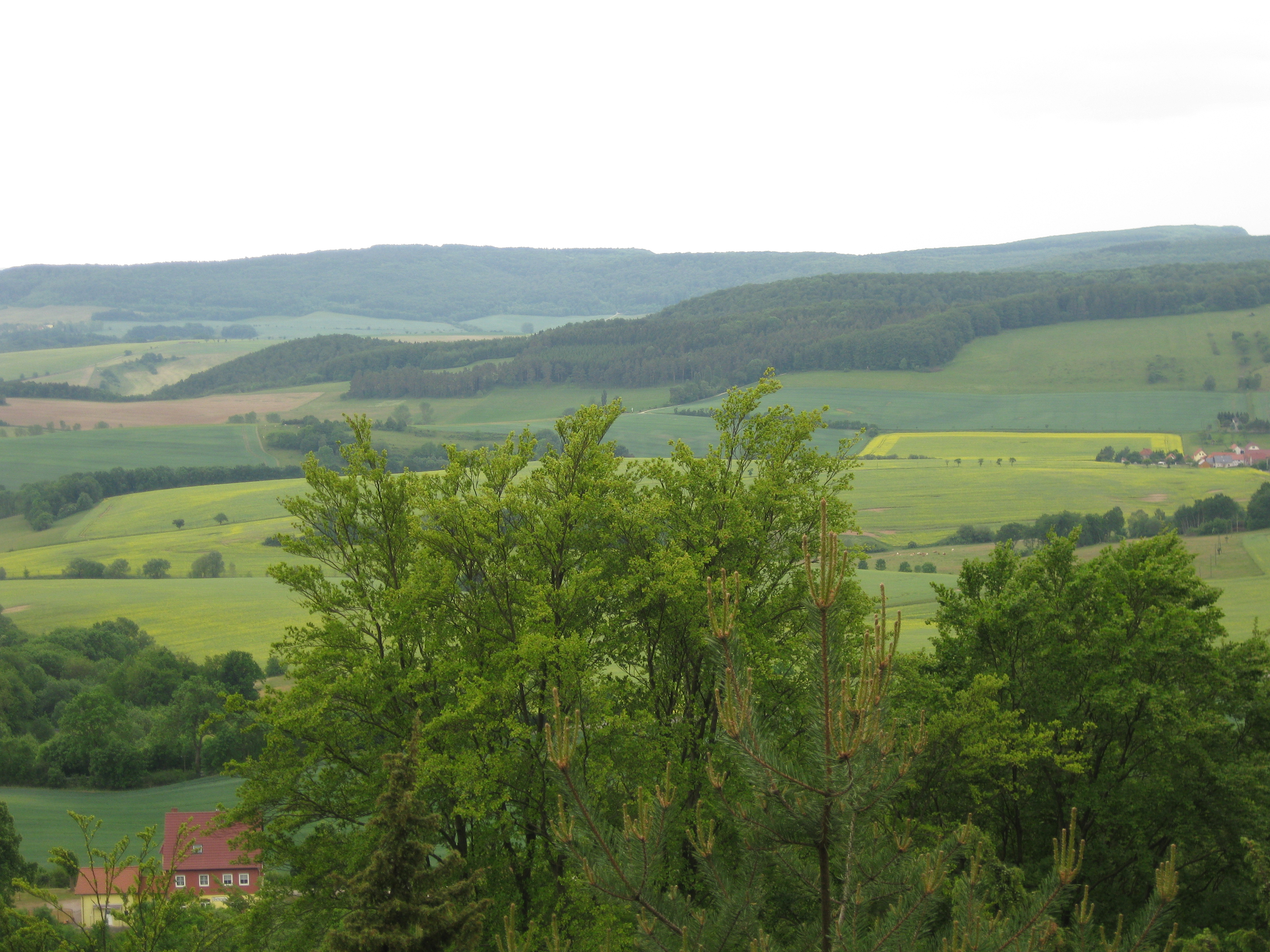
Blick zur Gobert von der Pfaffschwender Kuppe (li) bis zum Hohestein (re)

→ Zu diesen und weiteren Bergen/Erhebungen siehe Absatz Berge und Erhebungen des Artikels Gobert.
(Alle Berge/Erhebungen befinden sich im Landkreis Eichsfeld)
1. Goburg (543,4 m), bei Volkerode, nahe der Grenze zu Hessen
2. namenloser Berg (X) (533,3 m), nördlich von Kella, Grenzbereich Werra-Meißner-Kreis zu Landkreis Eichsfeld
3. Rachelsberg (X) (523,4 m), nordwestlich von Wiesenfeld
4. Hesselkopf (X) (504,4 m), westnordwestlich von Wiesenfeld
5. Pfaffschwender Kuppe (493,6 m), südwestlich von Pfaffschwende
6. Meinhard (X) (491,3 m), zwischen Neuerode und Kella, Grenzbereich Werra-Meißner-Kreis zu Landkreis Eichsfeld
7. Frauenberg (X) (411,5 m), nordwestlich von Schwobfeld (Weidenbach-Mackenröder Senke)

### Goldene Mark

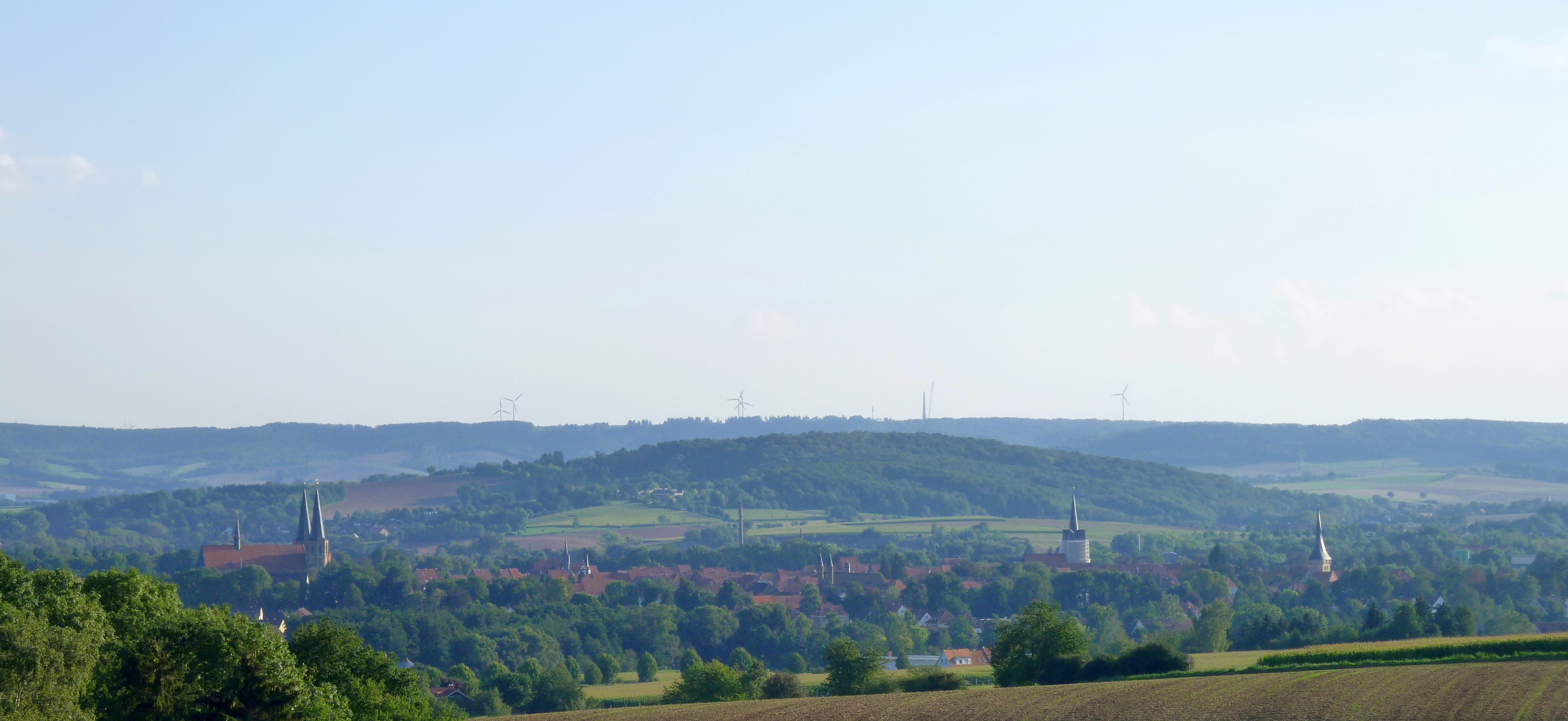
Pferdeberg

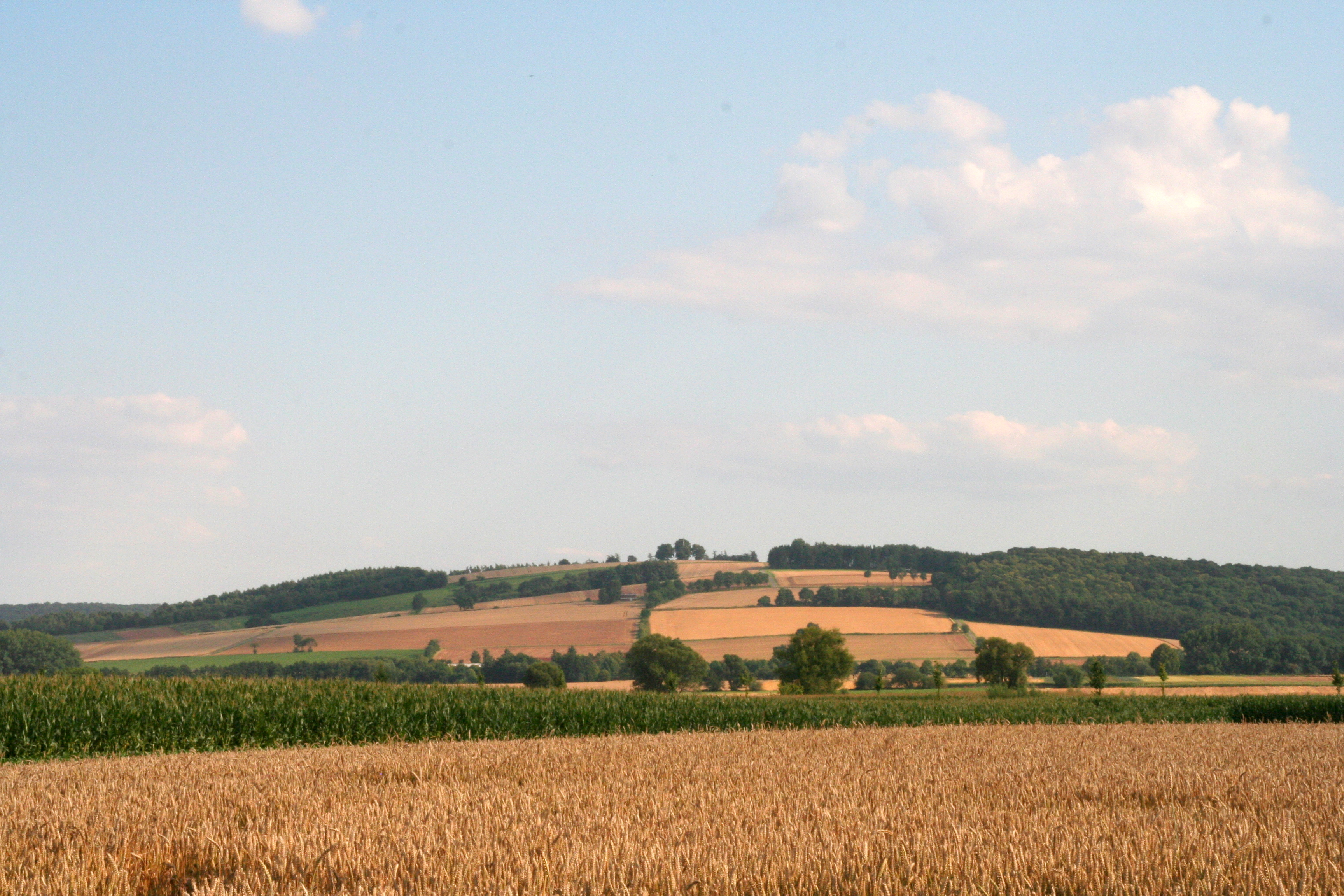
Euzenberg

1. Euzenberg (285,6 m), westlich von Duderstadt, Landkreis Göttingen
2. Pferdeberg (280,4 m), östlich von Immingerode, Landkreis Göttingen
3. Mäuseberg (261,0 m), nördlich von Berlingerode, Landkreis Eichsfeld
4. Höherberg (242 m), östlich von Bodensee, Landkreis Göttingen
5. Großer Berg (227,1 m), westlich von Bilshausen, Landkreis Göttingen
6. Hellenberg (217,6 m), nordöstlich von Bodensee, Landkreis Göttingen
7. Roter Berg (206,8 m), südlich von Germershausen, Landkreis Göttingen
8. Steinberg (201 m), nördlich von Seeburg, Landkreis Göttingen
9. Warteberg (198 m), westlich von Rollshausen, Landkreis Göttingen

### Göttingen-Northeimer Wald

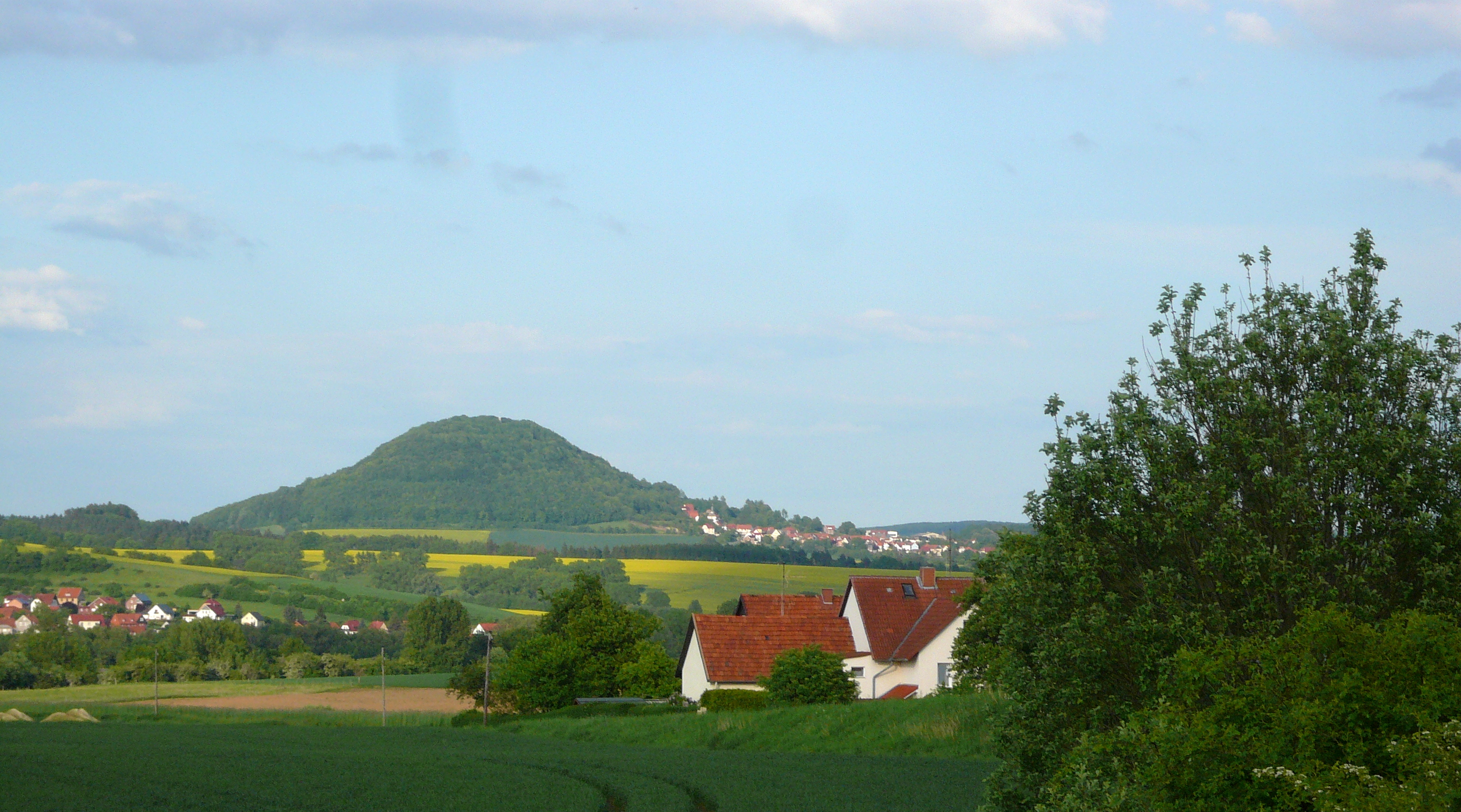
Rusteberg

1. Rohrberg (415,4 m), westlich von Rohrberg, Landkreis Eichsfeld (orographischer Grenzbereich zum Eichsfelder Hügelland)
2. Rusteberg (397,4 m), nördlich von Marth, Landkreis Eichsfeld (orographischer Grenzbereich zum Eichsfelder Hügelland)
3. Heidkopf (X) (353,6 m), nordwestlich von Rustenfelde, Grenzbereich der Landkreise Eichsfeld und Göttingen
4. Westerberg (X) (275 m), westlich von Krebeck, Landkreis Göttingen
5. namenloser Berg (X) (266 m), nordwestlich von Renshausen, Landkreis Göttingen

### Hainich
→ Zu diesen und weiteren Bergen/Erhebungen siehe Absatz Berge des Artikels Hainich
(Orographische Zuordnung bis zum Lempertsbach)
(Alle Berge/Erhebungen befinden sich im Unstrut-Hainich-Kreis)
1. Steinener Mann (472,8 m), nordöstlich von Diedorf, (Oberes Friedatalgebiet)
2. Pfaffenkopf (451,7 m), östlich von Faulungen, (Oberes Friedatalgebiet)
3. Sengelsberg (433,8 m), nordwestlich von Heyerode, (Grundbachtal)
4. Hachelberg (X) (bis 420 m), östlich von Heyerode

### Hellberge

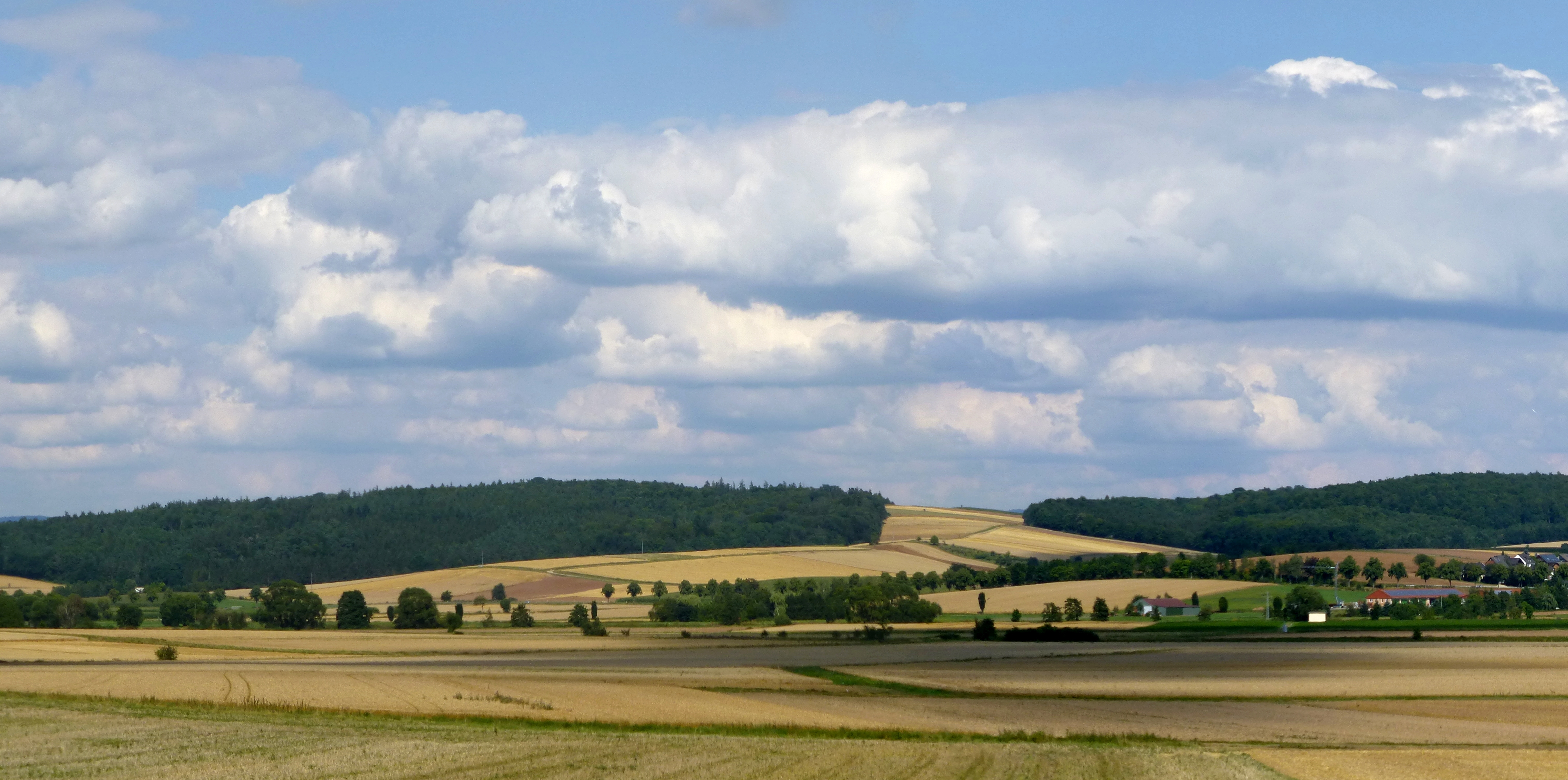
Hellberg östlich des Hahletales

→ Zu diesen und weiteren Bergen/Erhebungen siehe Absatz Berge des Artikels Hellberge
1. Bundsenberg (319 m), zwischen Fuhrbach und Ecklingerode, Grenzbereich der Landkreise Göttingen und Eichsfeld
2. Haselbacher Berg (310 m), westlich von Jützenbach, LK Eichsfeld
3. Wolfsberg (X) (294,4 m), südlich von Zwinge, Landkreis Eichsfeld
4. Wendenberg (290 m), westlich von Brochthausen, Landkreis Göttingen
5. Tettelwarte (285 m), südlich von Breitenberg, Landkreis Göttingen
6. Hüschenberg (283 m), östlich von Duderstadt, Landkreis Göttingen
7. Kuhhirtsberg (270 m), östlich von Obernfeld, Landkreis Göttingen
8. Hellberg (259 m), östlich von Rollshausen, Landkreis Göttingen
9. Lohberg (228 m), südlich von Gieboldehausen, Landkreis Göttingen
10. Sulberg (226 m), nördlich von Duderstadt, Landkreis Göttingen

(südöstlich gelegene Berge sind als Ausläufer des Ohmgebirges bzw. Bischofferoder Berglandes anzusehen.)

### Höheberg

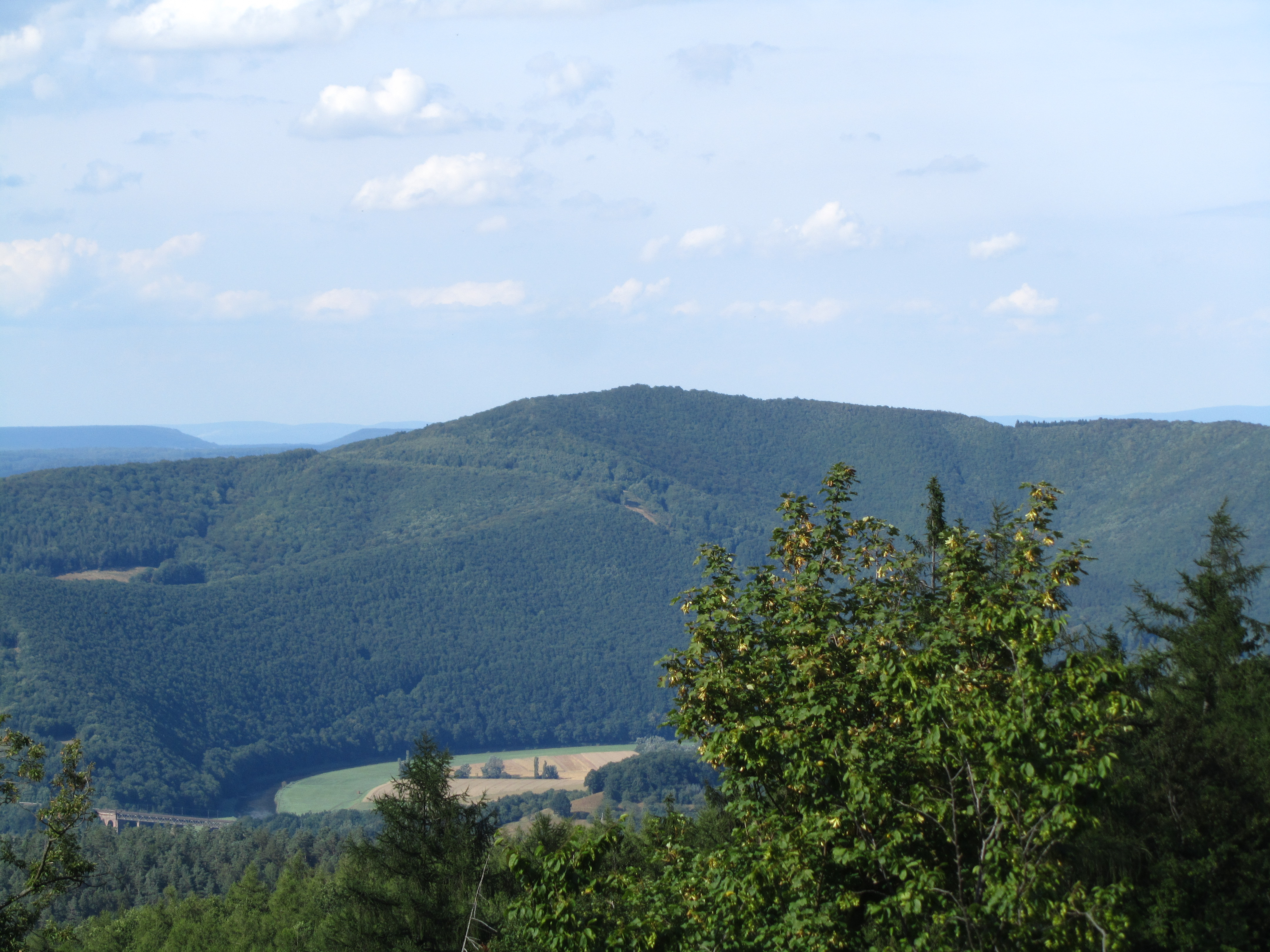
Junkerkuppe oberhalb von Lindewerra

1. Junkerkuppe (510,7 m), südlich von Bornhagen, Landkreis Eichsfeld
2. namenloser Berg (472,9 m), westlich von Fretterode, Landkreis Eichsfeld
3. Teufelskanzel (452,2 m), nördlich von Lindewerra, Landkreis Eichsfeld
4. Eichenlieden (396, 4 m), östlich von Werleshausen, Werra-Meißner-Kreis
5. Burg Hanstein (ca. 390 m), äußerster Norden bei Bornhagen, Landkreis Eichsfeld
6. Höhberg (380,3 m), südlich von Fretterode, Landkreis Eichsfeld
7. Pfeileitenkopf (356,8 m), östlich von Lindewerra, Landkreis Eichsfeld
8. Hartberg (318 m), östlich von Werleshausen, Werra-Meißner-Kreis

### Neuseesen-Werleshäuser Höhen
(Orographische Zuordnung bis einschließlich des Waldgebietes Altes Holz)
1. Winterberg (375 m), östlich von Neuseesen, Grenzbereich Landkreise Werra-Meißner und Eichsfeld
2. Stürzliede (X) (354,2 m), nordwestlich von Neuseesen, Werra-Meißner-Kreis
3. Stürzlieder Berg (X) (342,9 m), Grenzbereich Werra-Meißner und Eichsfeld
4. Göbelskopf (325 m), nördlich von Bornhagen, Landkreis Eichsfeld (Altes Holz)
5. Ebenhöhe (X) (ca. 320 m), nordwestlich von Werleshausen, Werra-Meißner-Kreis
6. Liebenberg (287,4 m), westlich von Werleshausen, Werra-Meißner-Kreis

### Nordthüringer Hügelland
(naturräumlich können die Berge noch dem Ohmgebirge bzw. Bischofferoder Bergland zugerechnet werden)
(Alle Berge/Erhebungen befinden sich im Landkreis Eichsfeld)
1. Steinberg (X) (385,8 m), westlich von Steinrode
2. Hühnerberg (349,9 m), südlich von Bischofferode
3. namenloser Berg (322,8 m), nordöstlich von Bischofferode

### Oberes Eichsfeld(ohne Westerwald)

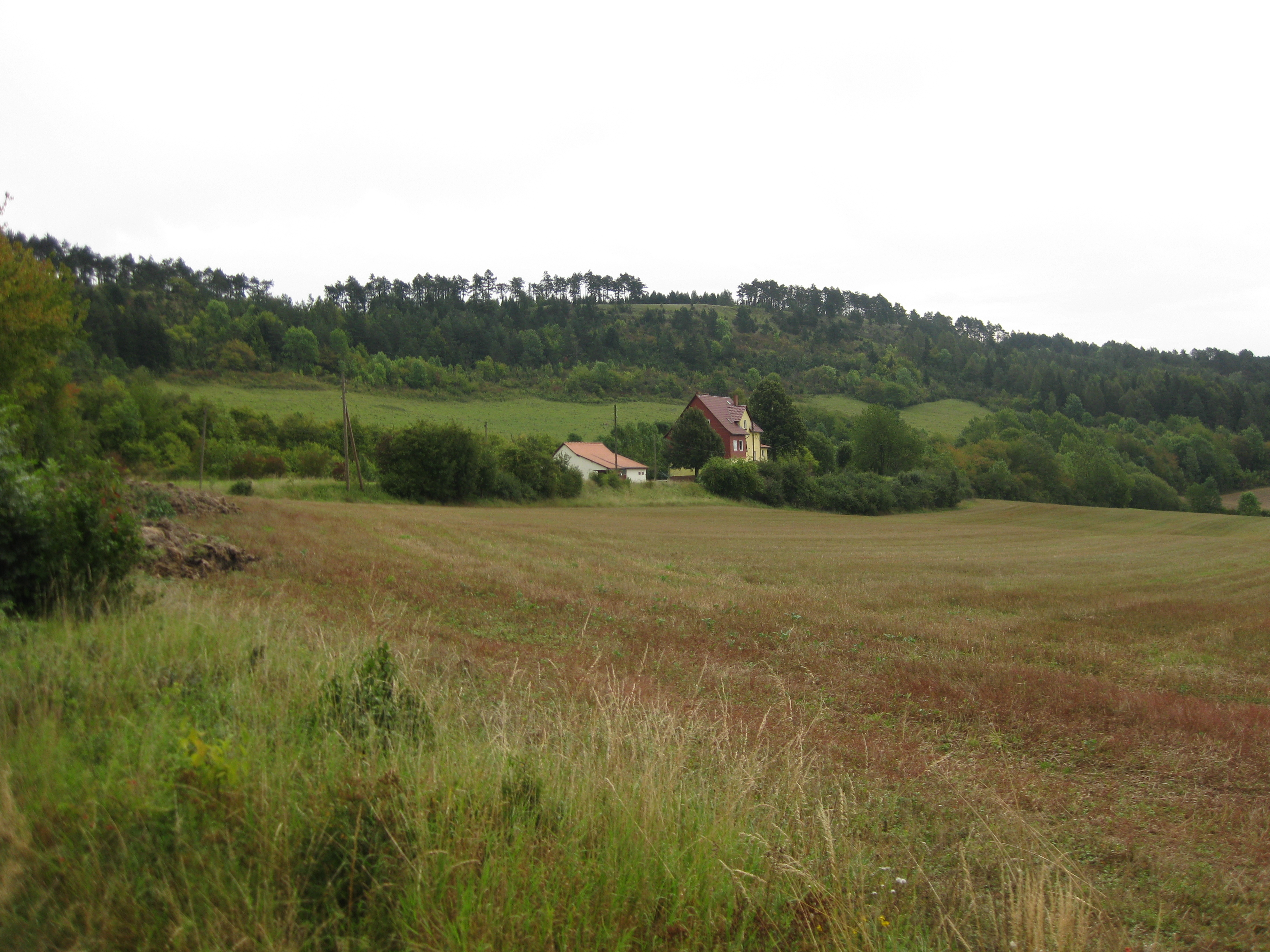
Höheberg

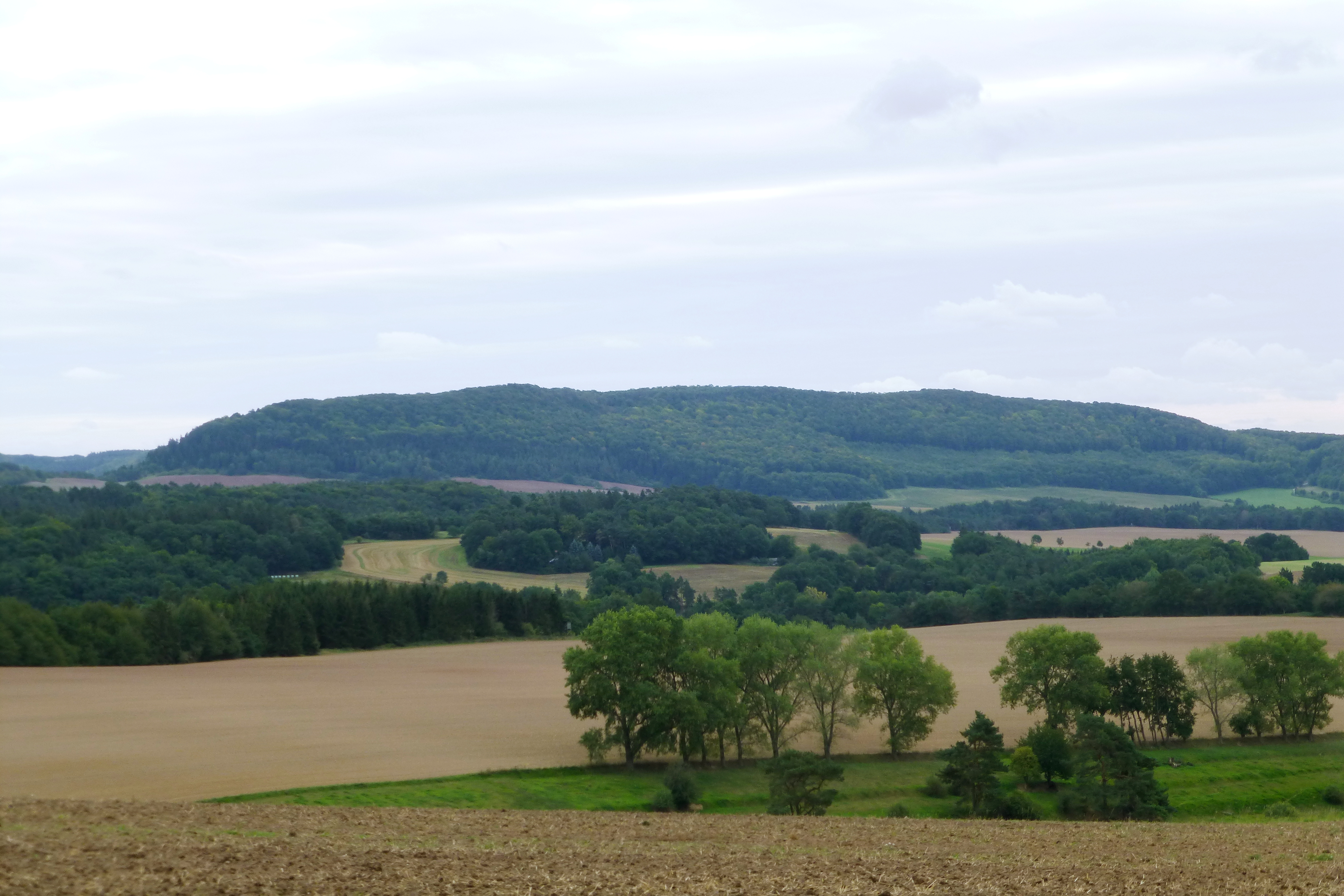
Hennefeste

(Alle Berge/Erhebungen befinden sich im Landkreis Eichsfeld, außer mit separater Angabe)
1. Höheberg (520,6 m), zwischen Krombach und Dieterode
2. namenlos (520,4 m), nordwestlich von Wachstedt
3. Rain (516,5 m), östlich von Effelder
4. Warteberg (515,9 m), nördlich von Flinsberg
5. Eichstruther Kopf (503,0 m), östlich von Eichstruth
6. Madeberg (499,1 m), nördlich von Küllstedt
7. Rode (498,2 m), südlich von Struth
8. Ebersberg (494,0 m), südlich von Kalteneber
9. Röhringsberg (486,7 m), südlich von Thalwenden
10. Kälberberg (476,6 m), östlich von Lengenfeld unterm Stein, Unstrut-Hainich-Kreis
11. Röhrsberg (468,1 m), nordöstlich von Fretterode
12. Uhlenstein (464,7 m), südlich von Großbartloff
13. Lengenberg (461,6 m), westlich von Lutter
14. Schlegelsberg (461,2 m), nördlich von Faulungen, Unstrut-Hainich-Kreis (Oberes Friedatalgebiet)
15. Ochsenberg (458,3 m), westlich von Schönhagen
16. Bick (453,3 m), nördlich von Martinfeld
17. Iberg (Heiligenstadt) (453,0 m), südlich von Heilbad Heiligenstadt (Heiligenstädter Stadtwald)
18. Walperbiel (450,5 m), östlich von Lengenfeld unterm Stein, Unstrut-Hainich-Kreis
19. Hennefeste (446 m), westlich von Birkenfelde
20. Dünberg (445,4 m), östlich von Hildebrandshausen, Unstrut-Hainich-Kreis (Oberes Friedatalgebiet)
21. namenlos (425,7 m), nördlich von Büttstedt (Waldgebiet der Hollau)

### OhmgebirgemitBleicheröder Bergen

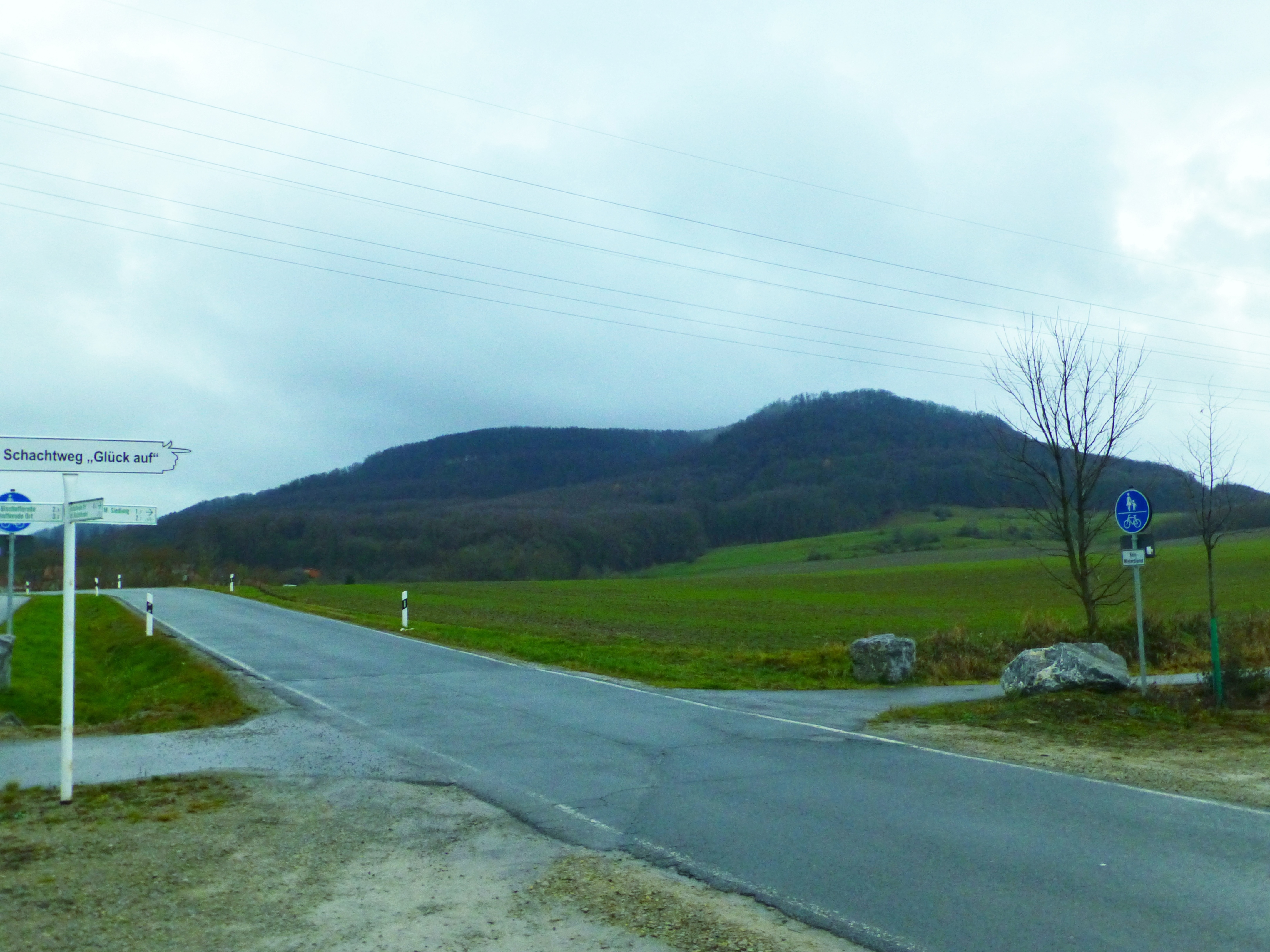
Ohmberg

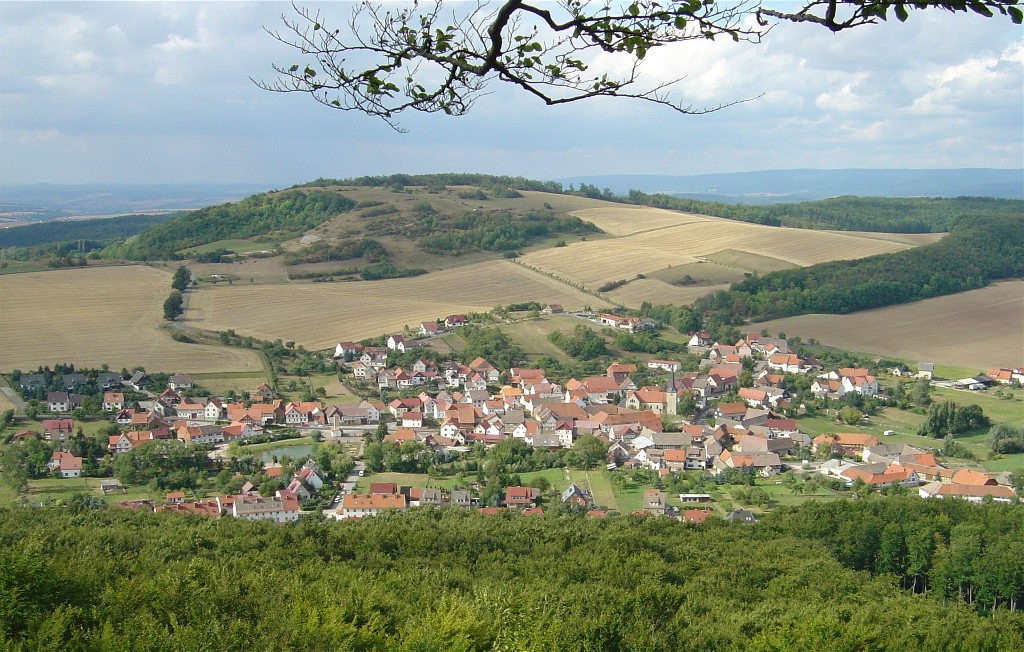
Sonnenstein

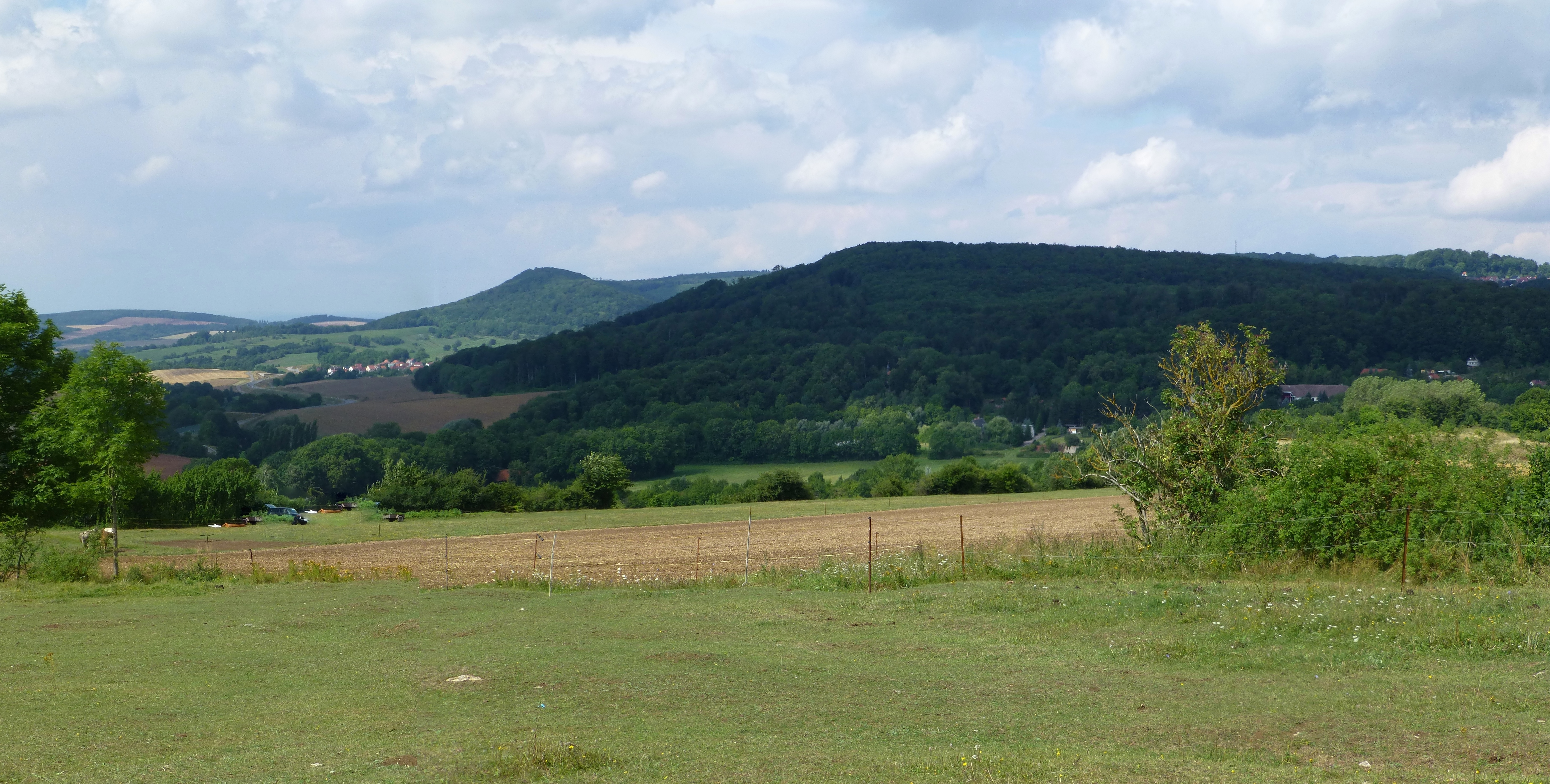
Kanstein bei Worbis

→ Zu diesen und weiteren Bergen/Erhebungen siehe Absatz Berge und Erhebungen des Artikels Ohmgebirge und Berge und Erhebungen des Artikels Bleicheröder Berge
(Orographische Zuordnung bis zur Geroder Eller und Thüringisch-Niedersächsischen Landesgrenze)
(Alle Berge/Erhebungen befinden sich im Landkreis Eichsfeld)
1. Birkenberg (533,4 m), nördlich von Kaltohmfeld
2. Bornberg (529,7 m), nördlich von Kirchohmfeld
3. Ohmberg (528,7 m), westlich von Hauröden
4. Kälberberg (524,7 m), südlich von Kaltohmfeld
5. Ochsenberg (514,6 m), westlich von Kaltohmfeld
6. Sonder (512,9 m), südlich von Holungen
7. Trogberg (502,9 m), südöstlich von Wehnde
8. Oberberg (496,5 m), nordwestlich von Worbis
9. Schwarzenberg (491,4 m), südöstlich von Brehme
10. Sonnenstein (485,6 m), nordwestlich von Holungen
11. Himberg (474,0 m), westlich von Haynrode
12. Mittelberg (465,9 m), zw. Kaltohmfeld und Breitenworbis
13. Fernstein (464,0 m), östlich von Ferna
14. Langenberg (462,6 m), nördlich von Kirchworbis
15. Haferberg (460,7 m), östlich von Kirchohmfeld
16. Krantberg (455,6 m), nördlich von Holungen
17. Haarburg (453,1 m), südöstlich von Haynrode (zu Bleicheröder Bergen)
18. Hubenberg (X) (453,1 m), nördlich von Ascherode (zu Bleicheröder Bergen)
19. Wehenberg (440,8 m), nördlich von Holungen
20. Kanstein (435,5 m), nordwestlich von Worbis
21. Rottersberg (420,6 m), nordwestlich von Worbis
22. Winkelberg (415,2 m), östlich von Jützenbach
23. Die Hardt (400,9 m), nördlich von Worbis
24. Großer Heuberg (389,0 m), nordwestlich von Bischofferode (Bischofferoder Bergland)
25. Buchenberg (383,5 m), nordöstlich von Brehme, (Bischofferoder Bergland)
26. Rohrteberg (354,9 m), südwestlich von Brehme
27. namenloser Berg (348,7 m), nördlich von Brehme, (Bischofferoder Bergland)
28. Nonnecke (338,5 m), westlich von Wehnde (Duderstädter Becken)

### Rosoppe-Frieda-HügellandmitMisseröder Kalkrücken

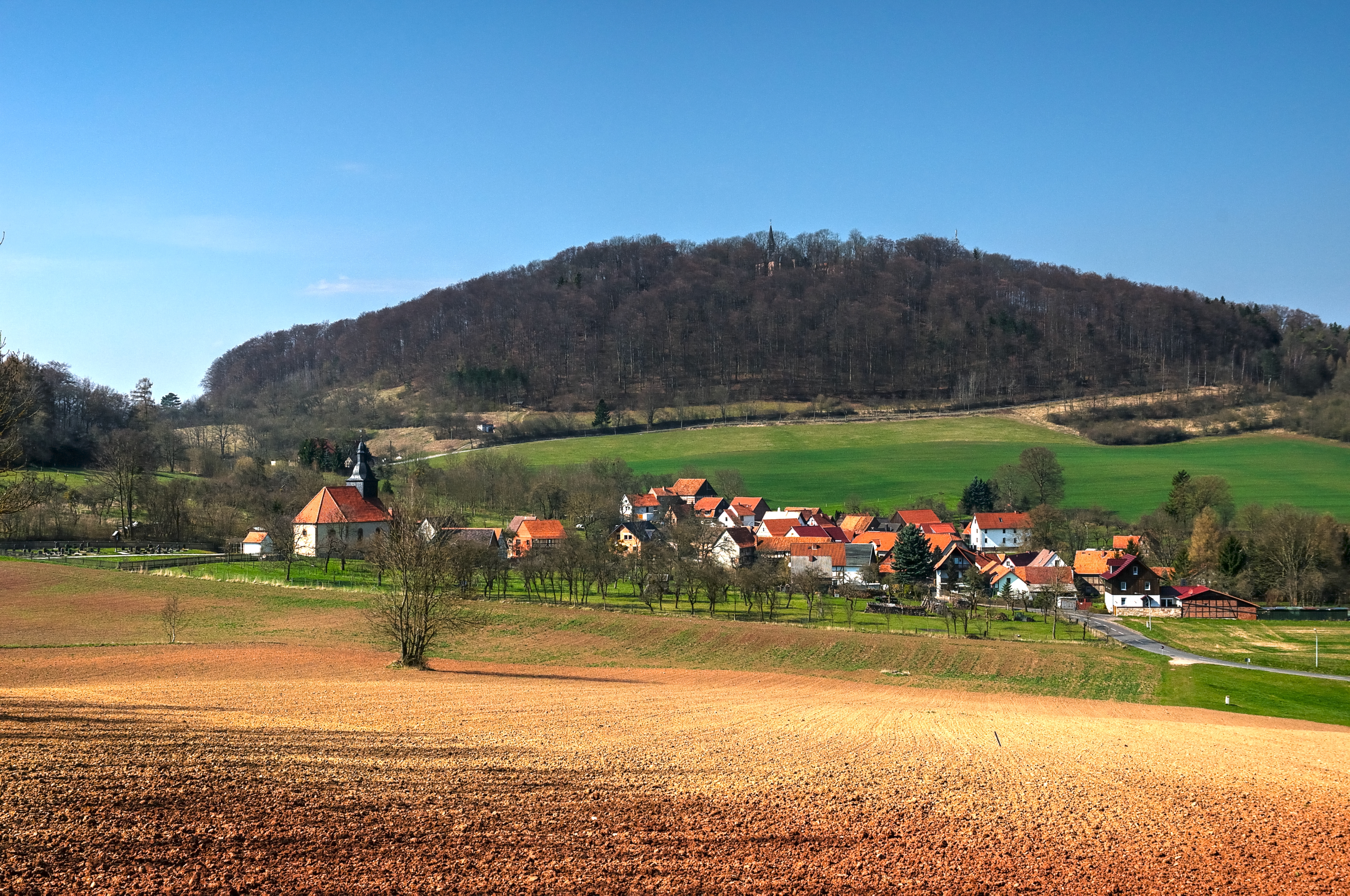
Hülfensberg

→ Zu diesen und weiteren Bergen/Erhebungen siehe Absatz Berge des Artikels Rosoppe-Frieda-Hügelland und Berge des Artikels Misseröder Kalkrücken
(Alle Berge/Erhebungen befinden sich im Landkreis Eichsfeld, außer mit Klammerzusatz)
1. Hülfensberg (448,2 m), nördlich von Bebendorf
2. Schloßberg (442,5 m), westlich von Großtöpfer
3. Siebertsburg (424,0 m), östlich von Wiesenfeld (höchster Berg des Misseröder Kalkrückens)
4. Rollsberg (406,6 m), südöstlich von Wilbich (Oberes Friedatalgebiet)
5. Thomaskopf (390,5 m), südlich von Rüstungen (Misseröder Kalkrücken)
6. Sickeröder Berg (386,4 m), nördlich von Sickerode (Misseröder Kalkrücken)
7. Winterberg (ca. 370 m), südwestlich von Ershausen (Misseröder Kalkrücken)
8. Roßberg (369,3 m), nordwestlich von Geismar (Misseröder Kalkrücken)
9. Großer Dachsberg (X) (363,3 m), nördlich von Schwebda (Grenzbereich der Landkreise Werra-Meißner und Eichsfeld)
10. Auf der Struth (345,5 m), südöstlich von Krombach
11. Bönsberg (299,6 m), westlich von Martinfeld

### Rotenberg
→ Zu diesen und weiteren Bergen/Erhebungen siehe Absatz Erhebungen des Artikels Rotenberg
1. Heimkenberg (X) (bis 260 m), nördlich von Gieboldehausen, Landkreis Göttingen
2. Bielshäuser Kopf (X) (bis 220 m), nördlich von Bielshausen, Landkreis Göttingen
3. Steinberg (216,9 m), nordöstlich von Rhumspringe, Landkreis Göttingen
4. Thiershäuser Berg (216 m), nördlich von Gieboldehausen, Landkreis Göttingen

### Silkeroder Hügelland
→ Zu diesen und weiteren Bergen/Erhebungen siehe Absatz Berge des Artikels Silkeroder Hügelland
(Orographische Zuordnung des Silkeroder Hügellandes bis zur Geroder Eller)
1. namenloser Berg (X) (346,3 m), nordöstlich von Weißenborn-Lüderode, Landkreis Eichsfeld
2. Tellenberg (X) (337,2 m), nordöstlich von Weißenborn-Lüderode, Landkreis Eichsfeld (Bischofferoder Hügelland)
3. Iberg (305,5 m), nördlich von Weißenborn-Lüderode, Landkreis Eichsfeld (Bischofferoder Hügelland)

### Wanfrieder Werrahöhen

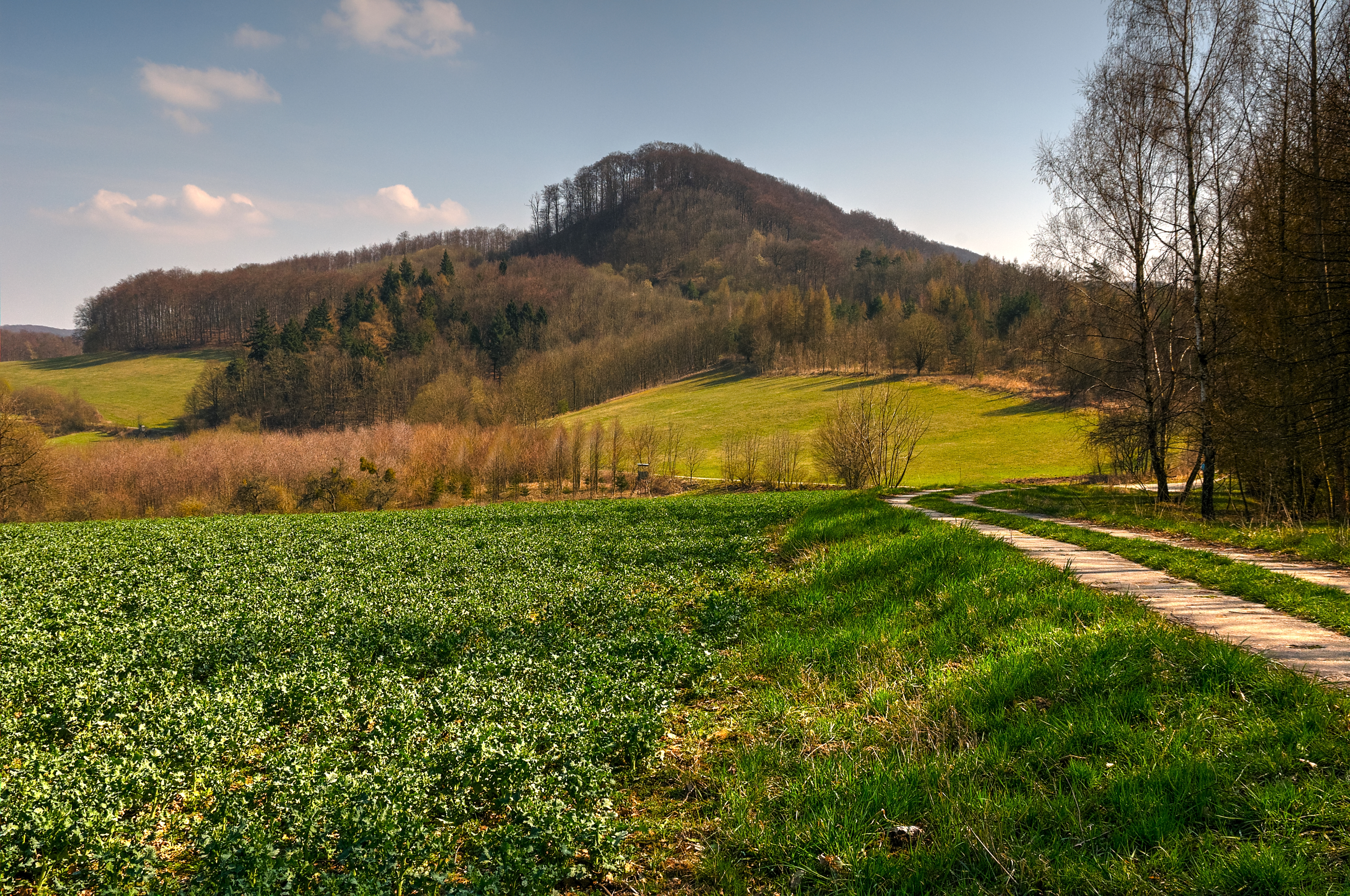
Keudelskuppe

→ Zu diesen und weiteren Bergen/Erhebungen siehe Absatz Berge des Artikels Wanfrieder Werrahöhen
1. Keudelskuppe (484,7 m), südöstlich von Döringsdorf, Landkreis Eichsfeld
2. Auf der Delle (X) (461 m), westlich von Katharinenberg, Grenzbereich der Landkreise Unstrut-Hainich und Werra-Meißner
3. Ziegenberg (415,5 m), nördlich von Wendehausen, Unstrut-Hainich-Kreis
4. Wacholderberg (400,2 m), westlich von Hildebrandshausen, Grenzbereich der Landkreise Eichsfeld und Unstrut-Hainich
5. Ölberg (X) (bis 400 m), westlich von Wendehausen, Unstrut-Hainich-Kreis

### Westerwald

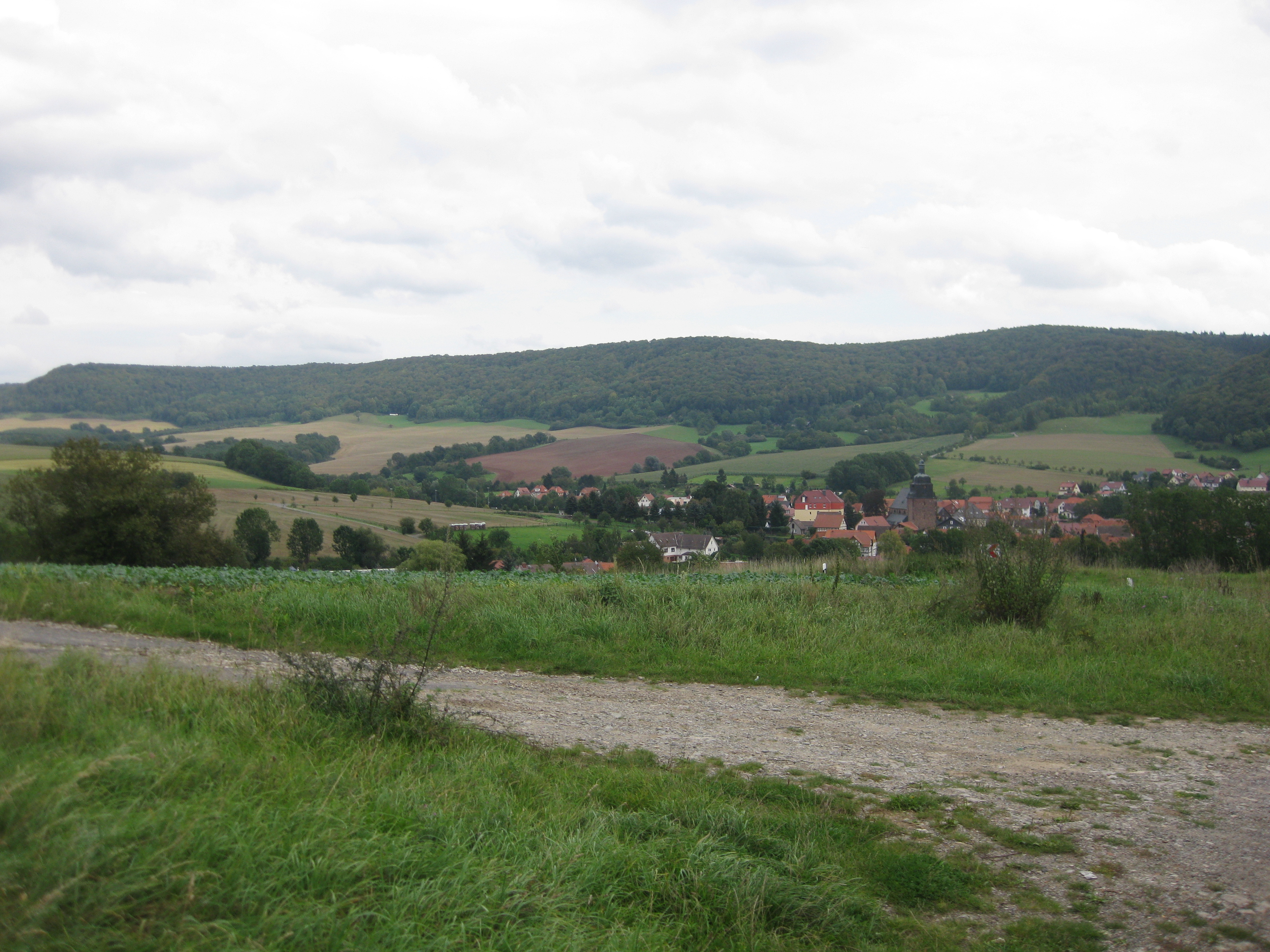
Der Schimberg zwischen Martinfeld und Ershausen

(Alle Berge/Erhebungen befinden sich im Landkreis Eichsfeld)
1. Amtklafter (504,0 m), südwestlich von Wachstedt
2. Schimberg (473,4 m), nordwestlich Großbartloffs
  1. Martinfelder Schimberg (470,6 m), südöstlich von Martinfeld
  2. Südgipfel (457,1 m)
3. Fuchslöscherkopf (465,0 m), westlich von Küllstedt
4. Dörnerberg (454,4 m), nordnordwestlich von Großbartloff
5. Klusberg (443,2 m), nordnordöstlich von Großbartloff
6. Großer Heuberg (429,6 m), südöstlich von Ershausen
7. Eichberg (425,3 m), südwestlich von Großbartloff

### Zehnsberg

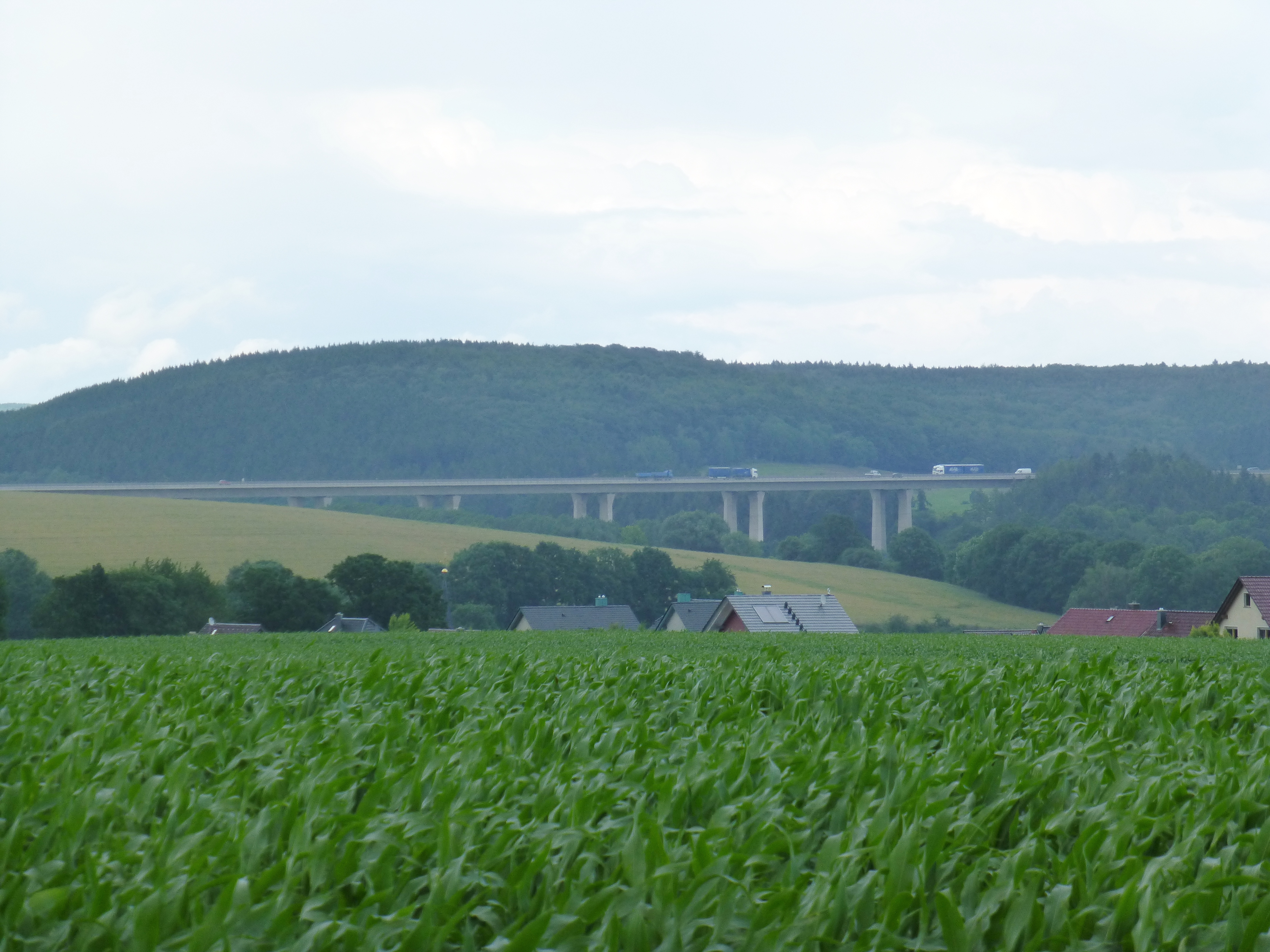
Der Zehnsberg nördlich von Wingerode

(Alle Berge/Erhebungen befinden sich im Landkreis Eichsfeld)
1. Kessenberg (434,5 m), nordwestlich von Leinefelde
2. Zinkspitze (431,6 m), westlich von Worbis
3. Zehnsberg (413,4 m), südlich von Hundeshagen
4. Kalter Lindenberg (413,2 m), östlich von Steinbach
5. Roter Berg (auch Rotenberg) (406,9 m), nordöstlich von Rheinholterode
6. Gehlenberg (388,6 m), östlich von Glasehausen
7. Pfaffenberg (333,8 m), nördlich von Neuendorf (Duderstädter Becken)
8. Birkenberg (325,4 m), westlich von Hundeshagen (Duderstädter Becken)